# 博多湾

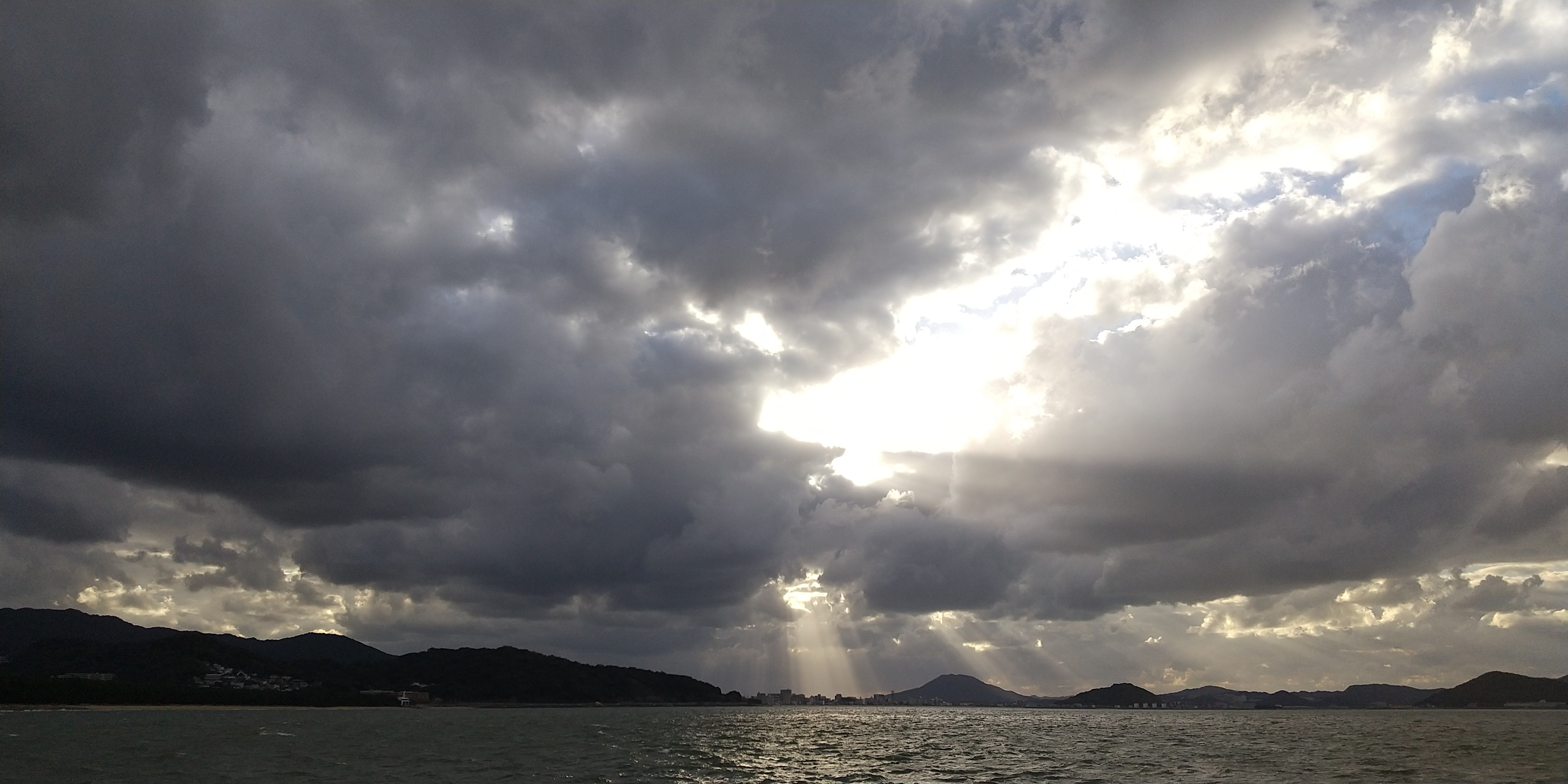
西区今津から眺めた博多湾

博多湾（はかたわん）は、福岡県北西部にある玄界灘に面した湾。特定重要港湾の博多港、和白干潟などを抱える。「那津(なのつ)」などとも呼ばれる。

## 概要
東は陸繋島の志賀島やその陸繋砂州の海の中道から、博多港港湾部を巡り、西は糸島半島に至る湾。福岡市の東区、博多区、中央区、早良区、西区に面する。

## 名称

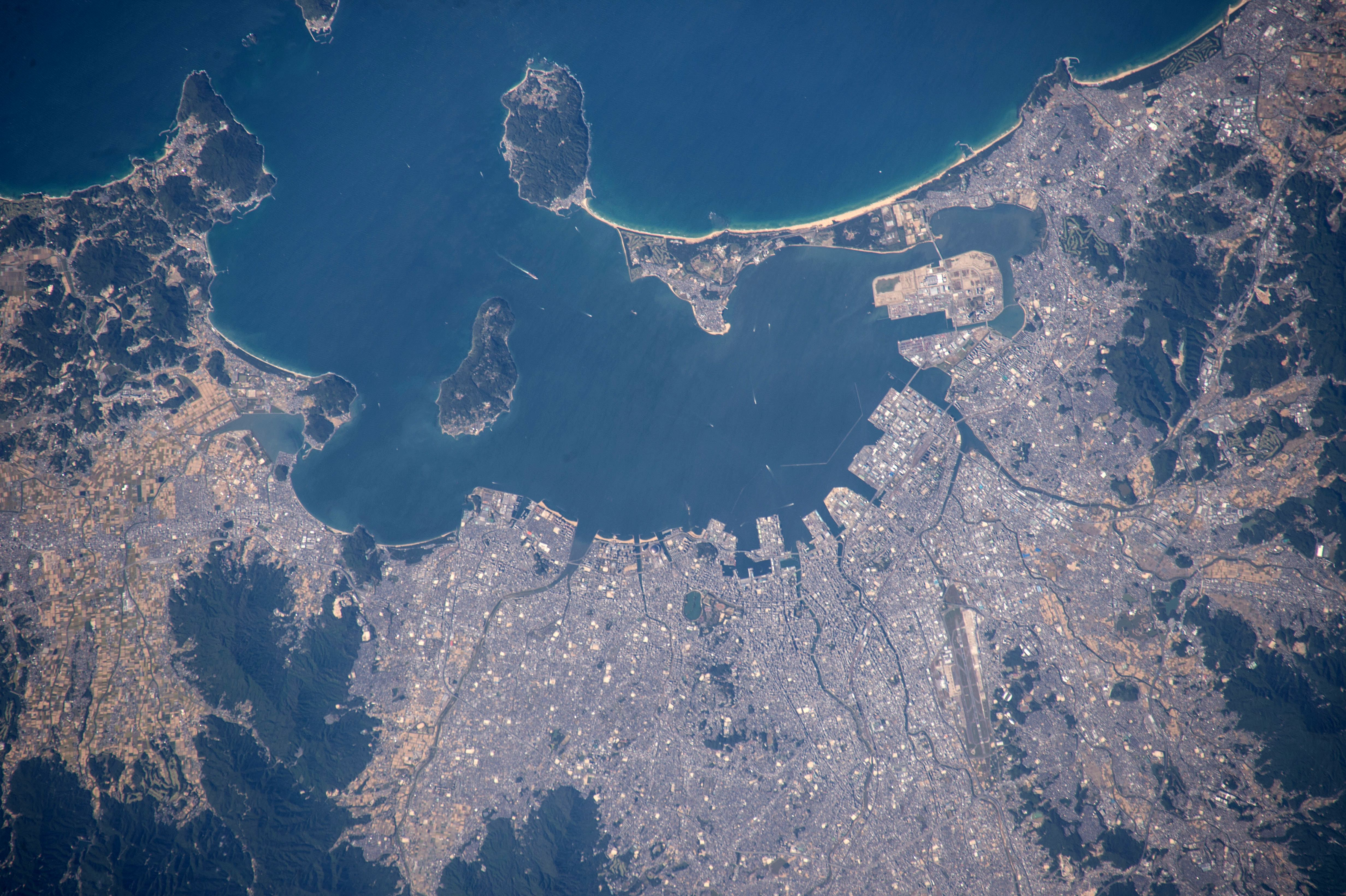
2015年の博多湾

福岡市の定義によれば、志賀島北部勝馬の明神鼻-玄界島-糸島半島北端の西浦崎を結ぶ線を湾の境界とする。また環境省によれば、志賀島明神鼻と糸島西浦崎を結ぶ線を博多湾の海域と定める。
いっぽう、国土地理院発行の地形図では「福岡湾（博多湾）」と併記され、港湾エリアの海域に博多港、湾東部（奥部）側に博多湾、湾西部側に福岡湾との名称が見られる。海上保安庁発行の海図では「福岡湾」の名称が記載され、西戸崎西端（志賀島橋橋台）から能古島北部を経由し今津の碁石鼻を結ぶ線を港界と定め、東（内）側を博多港、西（外）側を福岡湾と記載する。また小戸妙見岬-生の松原-今宿-今津碁石鼻（宝島）-能古島に囲まれた海域には「今津湾」の名称が記載される。
福岡県議会や福岡市議会の議事録では博多湾の名称使用が福岡湾よりも多く、また福岡地方紙の西日本新聞の記事では博多湾の名称使用がほとんどである。

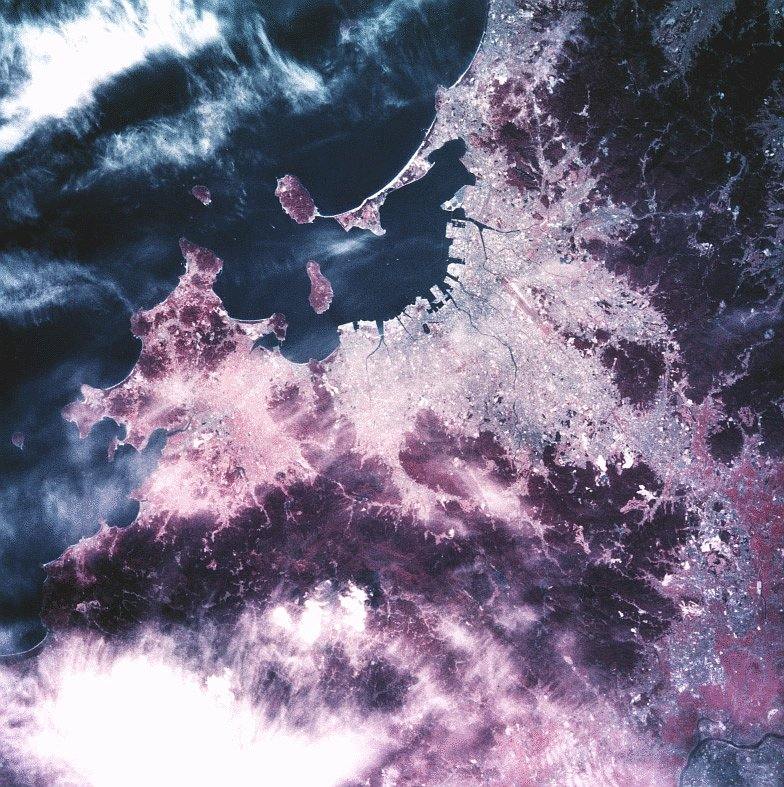
1997年の博多湾
まだアイランドシティがない

## 地理

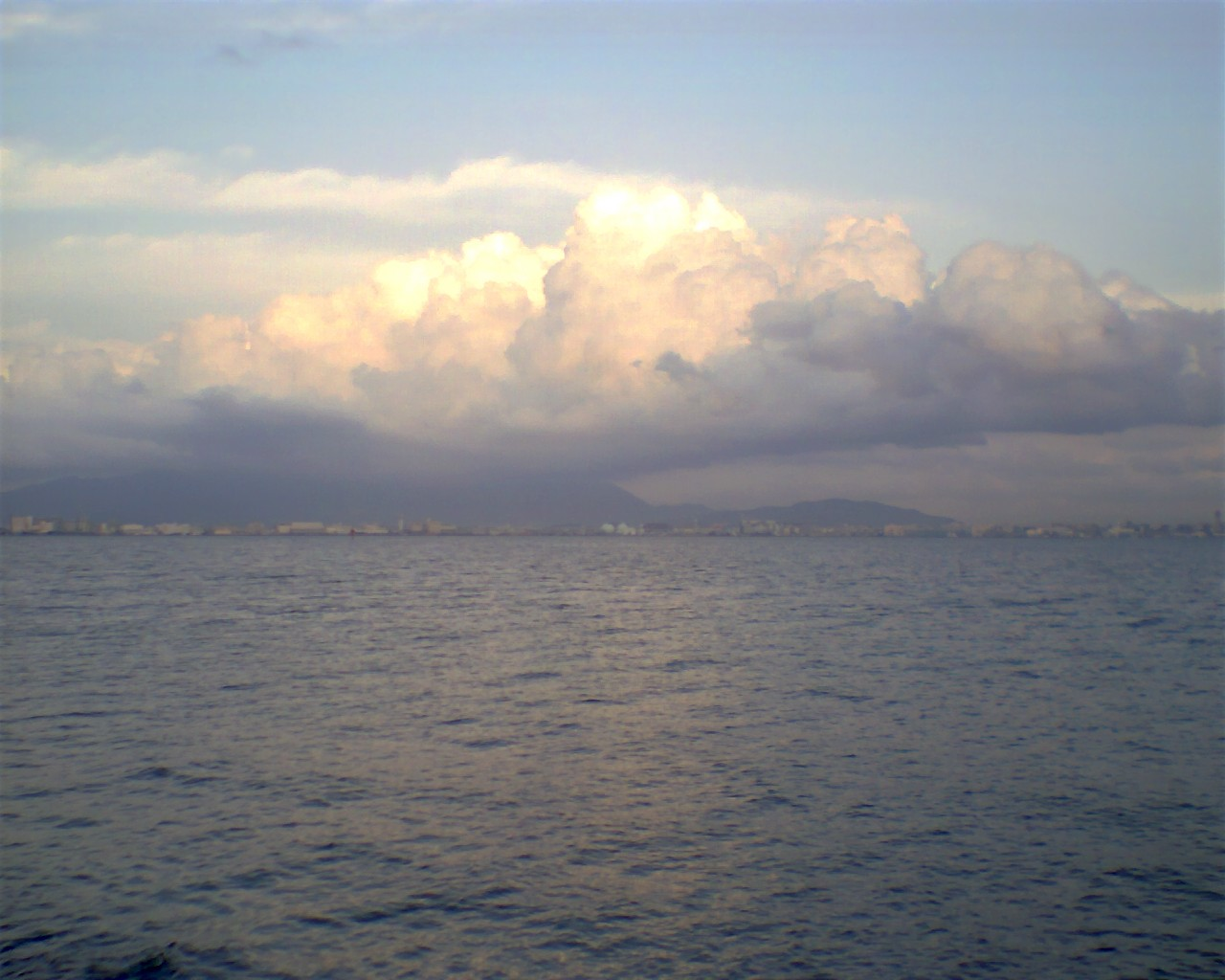
福岡市東区西戸崎界隈より見られる対岸の箱崎海岸

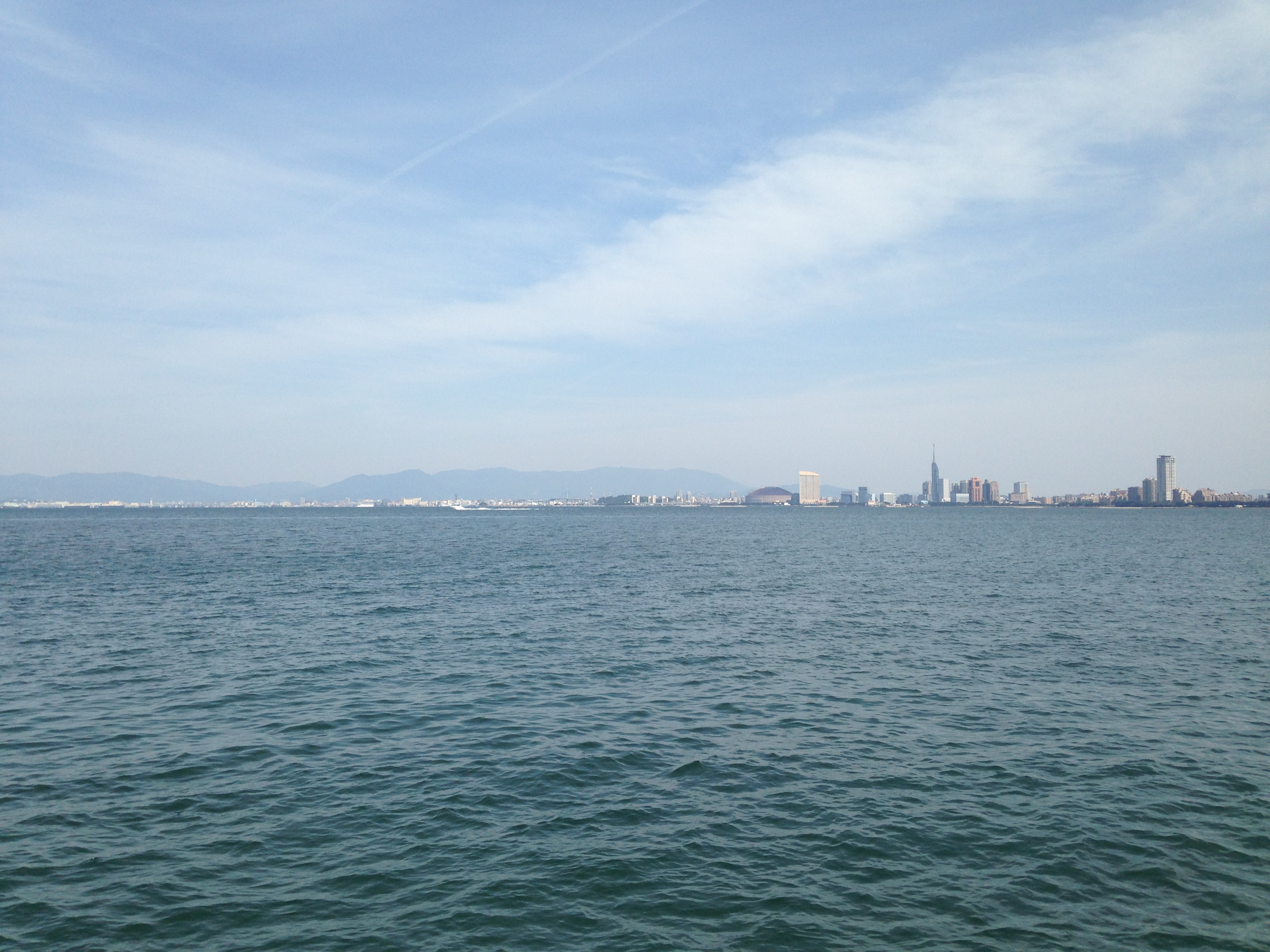
能古島より望む福岡都心方面

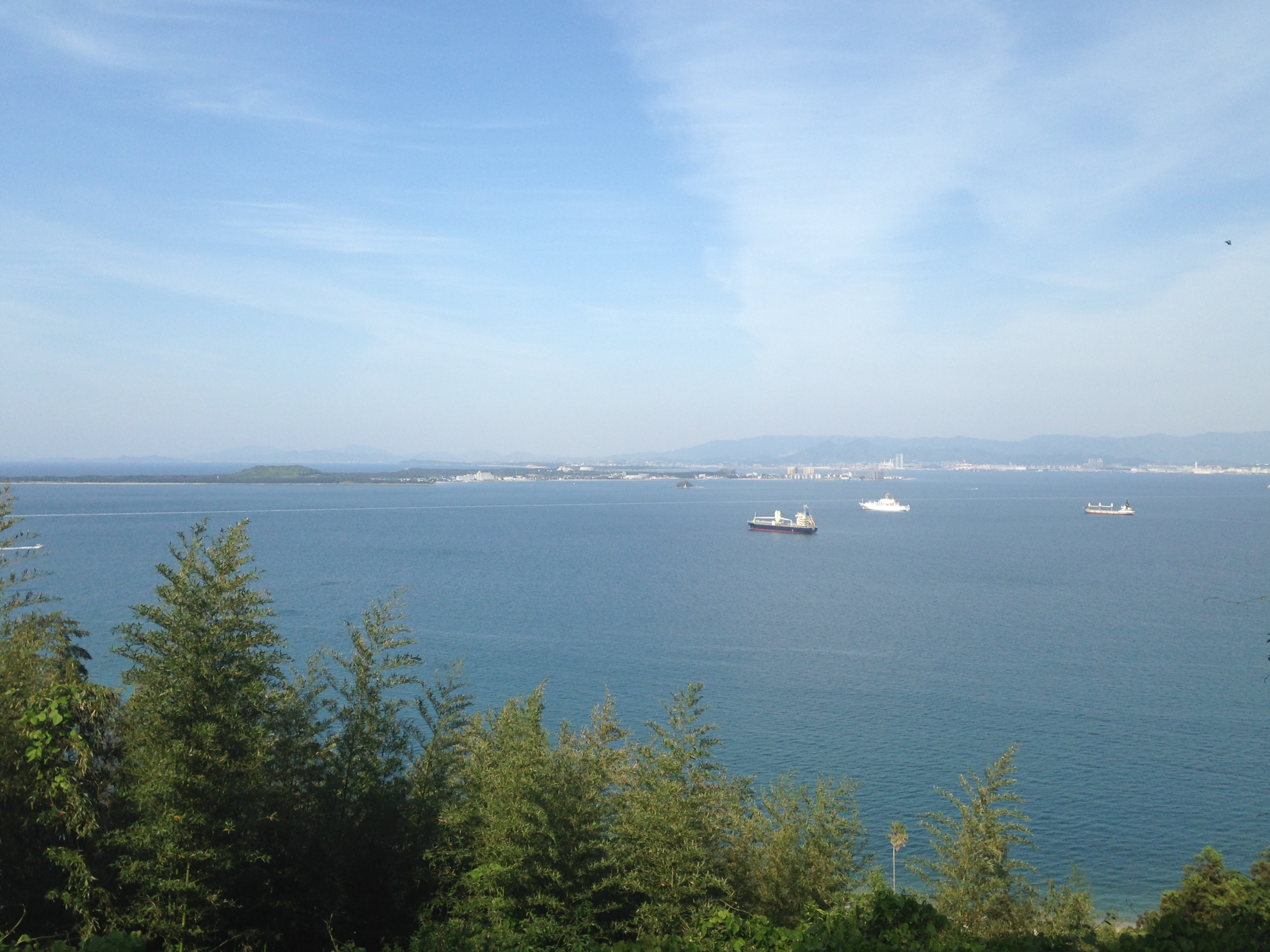
能古島より望む海の中道方面

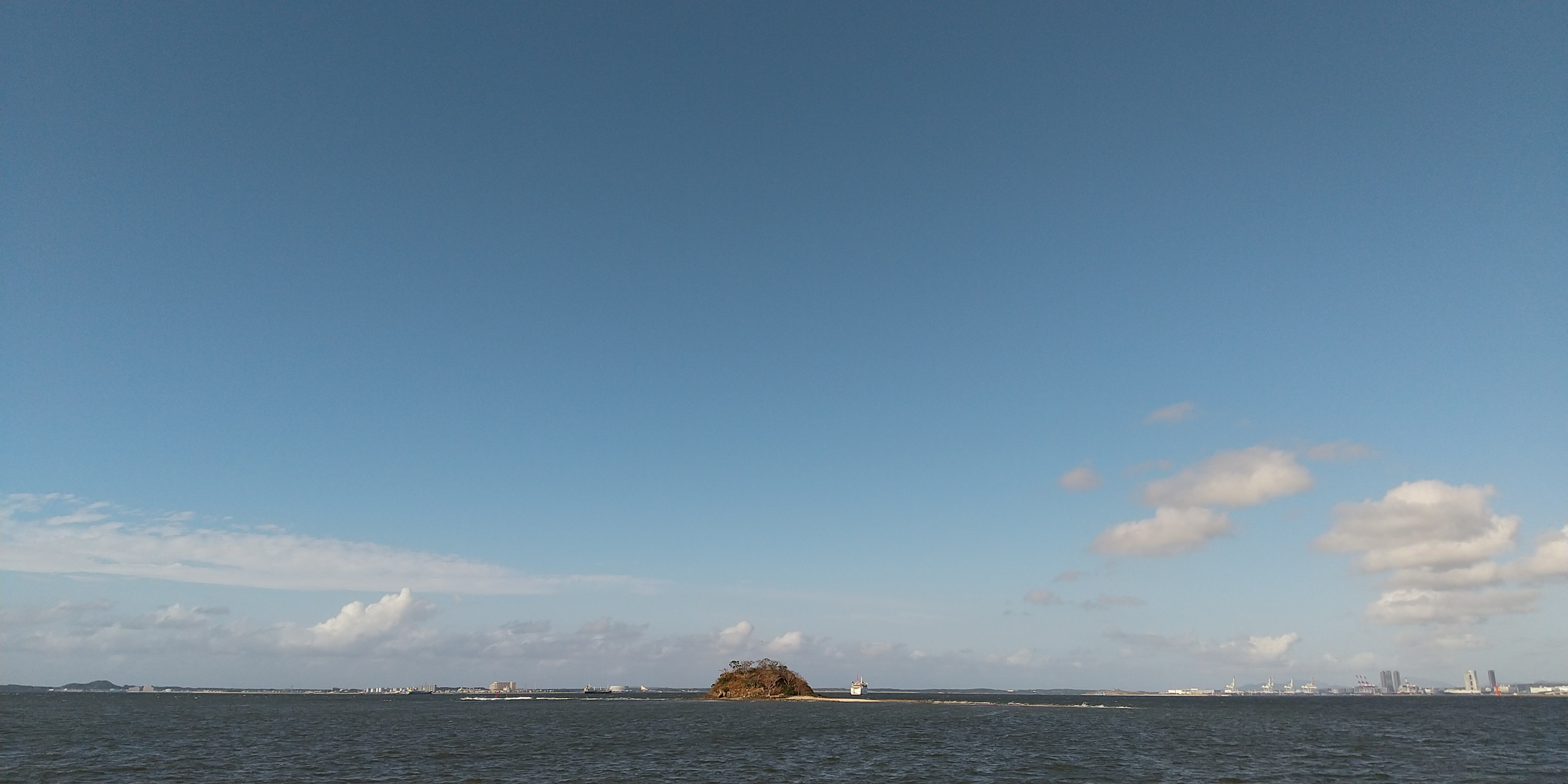
中央区福浜より望む博多湾、中央は鵜来島、遠方は左より西戸崎、海の中道、福岡アイランドシティ

東西20キロメートル、南北10キロメートル。面積およそ133.3平方キロメートル。海岸線長128キロメートル。湾口幅は7.7キロメートル。湾口部が狭いため閉鎖性が高く、湾内の波は湾外の玄界灘と比較するとはるかに穏やかであり、土砂等の陸域からの流入物が堆積しやすい。水深は平均10メートル、最大水深23メートル、大潮時の潮位差は2メートル。海底の地質は微粒な砂を主体とし粗めの砂や粘土が混交する堆積層で、これを博多湾シルト層という。博多港を往来する大型船舶の喫水高確保のために能古島と東区大岳の中間点から航路が浚渫されている。
福岡市の都心部に隣接する南岸部は明治時代以前から埋立が進められており、1945年以降には1167ヘクタールの埋立が行われた。埋立の主な理由は博多港の港湾機能の強化ならびに宅地等の造成である。1994年7月からは和白干潟前面の浅海域401ヘクタールを人工島アイランドシティとして埋立造成している。
志賀島・海の中道・糸島半島・玄界島・能古島といった地域は玄海国定公園に指定されており、福岡市都心部からさほど離れていないにもかかわらず自然環境がよく保たれている。博多湾の海岸線は、玄海国定公園一帯の自然海岸、港湾施設の整備された人工海岸、その中間の半自然海岸に大別され、それぞれ3分の1ずつを占める。昭和の初期までは海岸線の大半が自然海岸であって白砂青松と謳われていた。湾内には和白干潟、今津干潟、多々良川河口、室見川河口などといった干潟がある。
湾内にはまた、三韓征伐の船の帆柱が石と化したという伝説をもつ珪化木「名島の檣石」（なじまのほばしらいし）や、「長垂の含紅雲母ペグマタイト岩脈」（リチア雲母）（ともに国の天然記念物に指定）がある。また博多湾の地下には警固断層を含む複数の断層が走る。

## 歴史
古墳時代の博多湾は、博多区冷泉町～博多区住吉～中央区薬院～中央区今泉とめぐる冷泉津と、現在の福岡城址～城南区別府～中央区今川～荒津山（西公園）とめぐる草香江の2つの内湾があったと推定される。よって現在の天神地区などは海であった。
- 57年 後漢の光武帝が奴国に金印「倭奴国王印」を綬与。
- 3世紀末 魏の使者が伊都国·奴国に来訪。（魏志倭人伝）
- 4世紀 神功皇后が三韓征伐出征·帰国。
- 536年 磐井の乱ののち遠の朝廷（那津宮家）を設置。
- 7世紀初 遣隋使船の経由地となる。
- 7世紀-9世紀 遣唐使船の経由地となる。
- 663年 白村江の戦いに敗れる。この後、防人を能古島に置く。
- 688年 筑紫館の名が日本書紀に出る。
- 806年 空海が帰朝し東長寺を開山。
- 837年 鴻臚館の名が文献に出る。
- 869年 貞観の韓寇。新羅海賊が侵入。
- 901年 菅原道真が大宰権帥に遷任。
- 941年 藤原純友の乱。藤原純友が小野好古に討たれる。
- 10世紀-13世紀 日宋貿易で船の往来が盛んになる。
- 1019年 刀伊の入寇。女真族が侵入。
- 1161年 平清盛が後の博多商人の基盤となる日本で最初の人工港「袖の湊」を建設。
- 1195年 栄西が帰朝し聖福寺を開山。
- 1242年 円爾（弁円）が帰朝し承天寺を開山。
- 1268年 クビライの使者が来訪。
- 1274年元寇・文永の役。元軍が百道・博多・箱崎に上陸。
- 1276年 沿岸一帯に元寇防塁を築く。
- 1281年 元寇・弘安の役。
- 15世紀-16世紀 日明貿易で船の往来が盛んになる。
- 1550年 平戸から京に向かうフランシスコ・ザビエルが通過。
- 1587年 豊臣秀吉、九州征伐ののち湾から博多の町を眺める。
- 1784年 志賀島にて金印を発見。
- 1828年 シーボルト台風による高潮で2000人をこす死者。
- 1899年 博多港開港。
- 1945年 太平洋戦争敗戦で引揚者を受け入れる。
- 1949年 9月23日に強風。湾内で操業していた漁船が多数沈没。汽船3隻も沈没[4]。
- 1990年 博多港が特定重要港に指定される。
- 2005年 福岡県西方沖地震で港湾施設などに被害が発生する。

港に関する近現代史については博多港#歴史を、湾も含む福岡市全般の歴史については福岡市#歴史を参照のこと。

## 環境

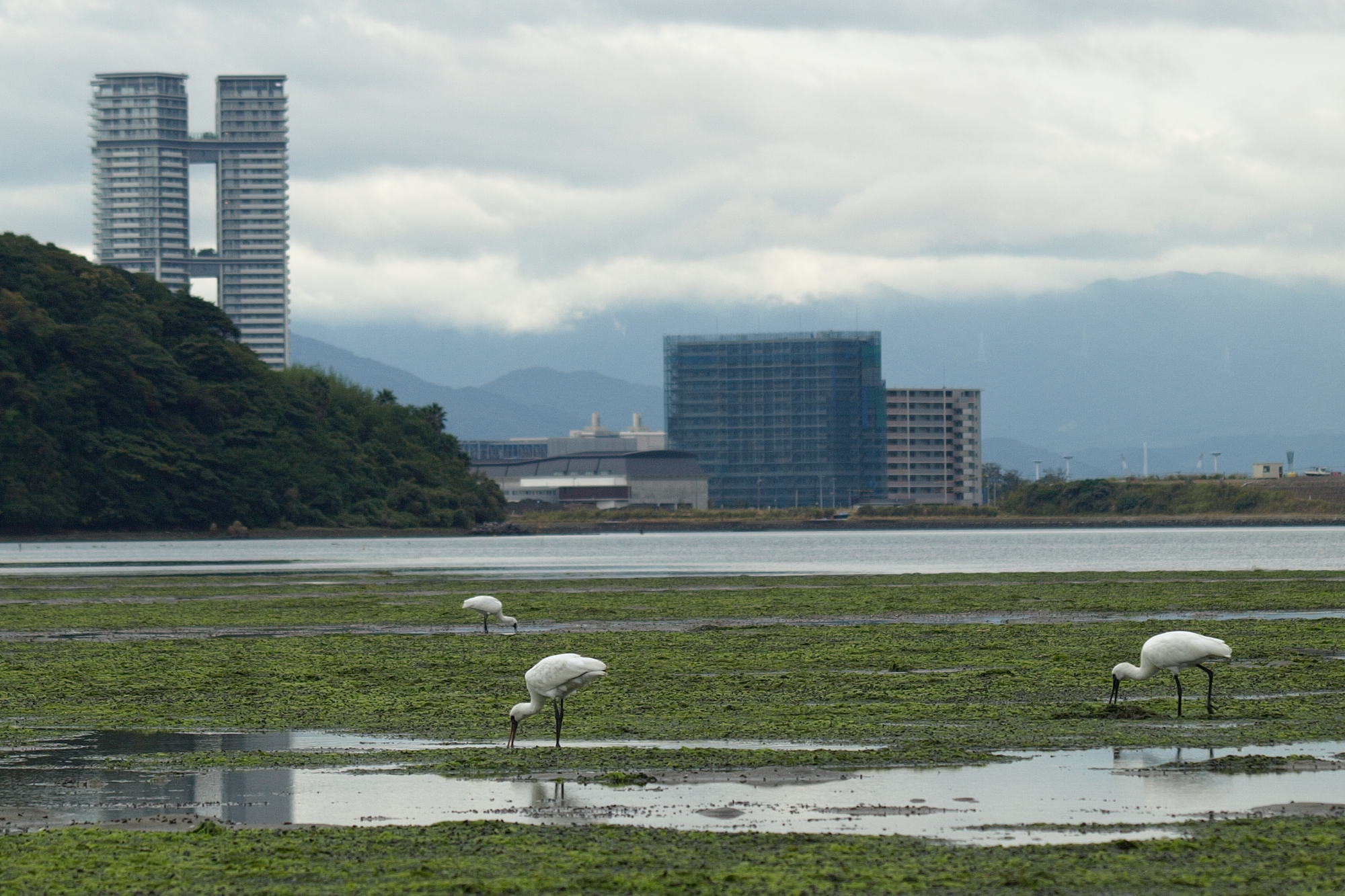
アオサが大量発生した和白干潟とクロツラヘラサギ

湾内の代表的な生物として、室見川を産卵遡上するシロウオや今津湾のカブトガニが知られる。ただしカブトガニの標識個体は25匹程度で、つがいも年に2組ほどが確認されるのみである。またアイナメ・アジ・カレイ・クロダイ・コノシロ・スズキ・ウミタナゴ・ボラ・メバル・ヤリイカなどを釣ることができる。春の大潮のときは今津干潟や室見川河口や志賀島周辺ではアサリなどを潮干狩りする光景が見られる。また湾内にはアマモ場・アラメ場・ガラモ場といった多様な藻場が形成されている。
湾内には和白干潟（80ha）を筆頭に、今津干潟（80ha）、多々良川河口（32ha）、室見川河口（26ha）と、大きく4か所の干潟がある。干潟は野鳥の棲息域であり、西日本日本海側としては宍道湖に並ぶ。通年棲息する留鳥の棲息地である他、冬季には渡り鳥の越冬地となり、春秋の渡り時期には休息地ともなる。棲息野鳥の種類は200種類以上、冬季にはカモメやカモやカイツブリが訪れ、春秋にはシギやチドリが訪れる。またカラシラサギ・カンムリカイツブリ・クロツラヘラサギ・コアジサシ・ズグロカモメ・ツクシガモ・ハヤブサ・ヘラサギ・ホウロクシギ・ミサゴといった希少種も見られる。建設中の人工島アイランドシティの造成工事現場内の擬似湿地にもクロツラヘラサギなどが飛来している。
湾の形状と流入河川の数から、博多湾内は土砂が堆積しやすいのみならず、産業排水や生活廃水など環境汚染物質も流れ込みやすい。湾内の海水は潮の干満による緩やかな循環がなされているが、外海水との交換は遅い。福岡市および福岡都市圏の人口増加・都市化により、汚染物質の海底堆積や水質汚濁が年々進行している。水質の環境基準は、西部海域と中部海域がA類型、東部海域がB類型となっており、湾奥部ほど汚濁傾向が高い。化学的酸素要求量（COD）の発生源別流入負荷量は福岡市が3分の2、周辺市町村が3分の1を占める。
産業排水や生活廃水などの流入により湾内の海水は概して富栄養化状態にある。夏季には海面表層では赤潮が、海底では貧酸素水塊が発生する。また富栄養化によって緑藻類のアオサが発生し、博多湾奥部の和白干潟に大量に漂着。これは干潟の貝類の生育に被害を及ぼし、加えて腐敗時に悪臭を発生させる。ただしアオサの繁殖により窒素やリンが吸収され富栄養化が抑制されるため、アオサを堆肥や食材として活用する動きがある。また水底質浄化および沿岸生物繁殖地供給のためアマモ場が和白干潟に人工的に創生されている。

## 河川
博多湾に流れ込むのは、二級河川が11水系40河川、準用河川が10水系27河川、河川法適用外の普通河川が63河川ある。二級河川の流域面積はおよそ700平方キロメートル。ただし一級河川はない。以下は博多湾に流入する河川とその支流の一部。
- 唐原川
- 香椎川
  - 浜男川
  - 宮北川
- 多々良川
  - 久原川
    - 猪野川
      - 長谷川

  - 宇美川
    - 須恵川
    - 綿打川
    - 吉塚新川
- 御笠川
  - 上牟田川
  - 諸岡川
  - 那珂古川
- 那珂川
  - 博多川
  - 薬院新川
  - 若久川
- 黒門川
- 菰川
- 樋井川
  - 七隈川
    - 梅林川

  - 一本松川
    - 片江川

  - 駄ケ原川
    - 桧原川
    - 東油山川

  - 糠塚川
    - 糠塚谷川
- 室見川
  - 金屑川
    - 汐入川
    - 油山川

  - 貞島川
  - 日向川
  - 竜谷川
  - 小笠木川
  - 椎原川
  - 小原川
    - 坊主川
    - 唐原川
    - 蟹又川
    - 新飼川
- 名柄川
- 十郎川
  - 野方川
- 七寺川
  - 鯰川
- 江の口川
  - 徳永川
- 瑞梅寺川
  - 水崎川
  - 周船寺川
  - 田尻川
  - 弁天川
  - 川原川
- 大原川

※東区の湊川および西区の桜井川は玄界灘へ流入する。

## 離島

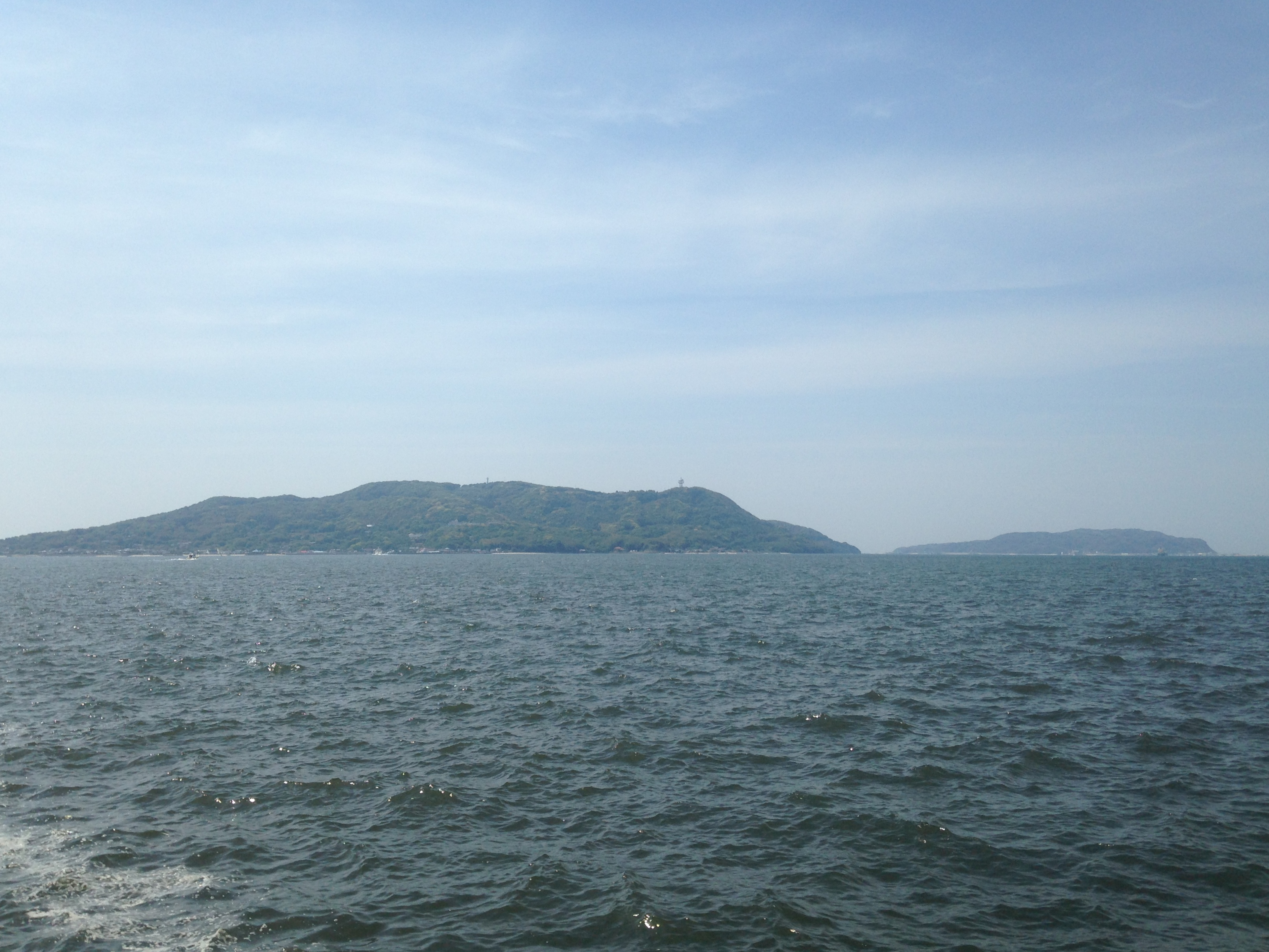
福岡市西区愛宕浜より見られる能古島（左）と志賀島（右）

- 能古島
- 象瀬

能古島沖
- 志賀島

陸繋島
- 福岡アイランドシティ

東区の人工島
- 鵜来島

中央区福浜海岸沖
- 宝島

西区今津沖
- 御島

東区香椎海岸沖
- 端島

東区西戸崎沖

## 海水浴場

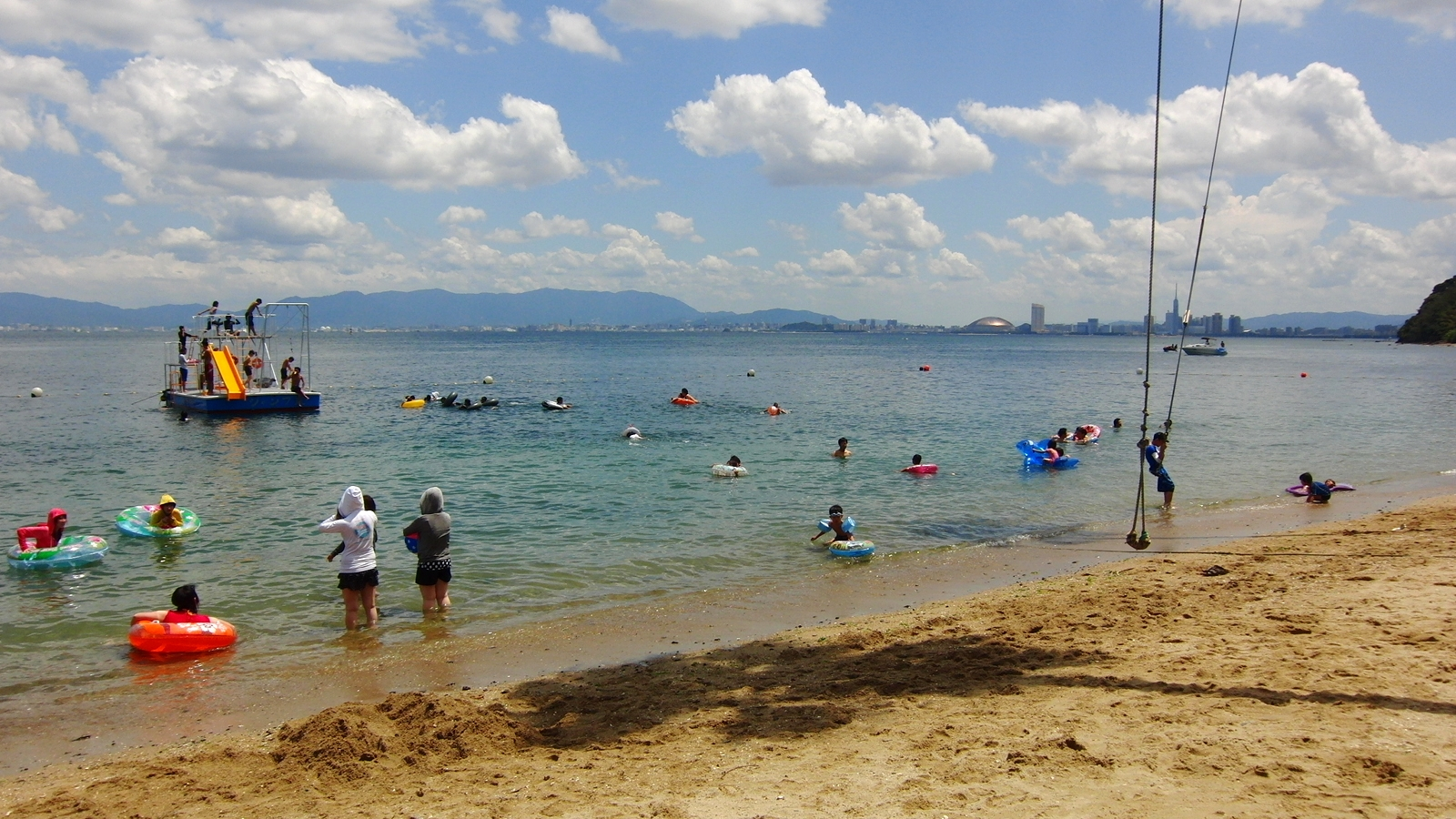
能古島キャンプ村海水浴場

- 志賀島海水浴場
- 勝馬海水浴場
- 志賀島国民休暇村前海水浴場
- 能古島海水浴場（大泊）
- 能古島海水浴場（西浜）
- シーサイドももち海浜公園
- 生の松原海水浴場
- 大原海水浴場

## 遊漁場
遊漁は防波堤等のある場所ならばおおむね可能だが、1914年の海上における人命の安全のための国際条約（SOLAS条約）や漁業権には留意せねばならない。波止釣りのほか、遊漁船による沖釣りも行われる。
- 福岡市海づり公園（西区小田池ノ浦）

財団法人福岡市海づり公園管理協会による管理運営
- 博多湾沖防
- 博多港箱崎埠頭
- 博多港中央埠頭
- 多々良川河口
- 玄界島
- 能古島
- 弘漁港
- 姪浜漁港
- 唐泊漁港
- 伊崎漁港

## 湾内交通
- 福岡市営渡船
- 安田産業汽船
- 海上タクシー